# Paralecanium cocophyllae
Paralecanium cocophyllae är en insektsart som beskrevs av Banks 1906. Paralecanium cocophyllae ingår i släktet Paralecanium och familjen skålsköldlöss. Inga underarter finns listade i Catalogue of Life.